# Ђокица Петровић
Ђокица Петровић (Вакуф, 10. јул 1962) је пензионисани припадник Војске Србије и бивши Командант Команде за обуку. Има чин генерал-потпуковника.

## Образовање
- Генералштабно усавршавање, 2005.
- Генералштабна школа ВЈ, 1999.
- Војна академија копнене војске, смер пешадија, 1987.
- Средња војна школа копнене војске, смер пешадија, 1981.

## Досадашње дужности
- Командант Команде за обуку
- Командант 1. бригаде Копнене војске
- Начелник одељења за оперативне послове, Команда Новосадског корпуса
- Начелник одељења за логистику, Команда Новосадског корпуса
- Командант 18. пешадијске бригаде, Новосадски корпус
- Командант 51. моторизоване бригаде, Новосадски корпус
- Командант 12. батаљона војне полиције
- Командир чете војне полиције, 12. батаљон војне полиције
- Командир вода војне полиције
- Командир стрељачког вода пешадијске чете

## Напредовање
- водник 1981. године
- водник прве класе 1984. године
- поручник 1987. године
- капетан 1990. године
- капетан прве класе 1992. године
- мајор 1994. године
- потпуковник 1998. године
- пуковник 2002. године
- бригадни генерал 2008. године
- генерал-мајор 2013. године
- генерал-потпуковник 2015. године